# Sjöfartsmuseet Hoppet
Sjöfartsmuseet Hoppet är ett svenskt sjöfarts- och fiskemuseum i Brantevik i Skåne. Det har sitt namn efter Sjöassuransföreningen Hoppet, som bildades 1871 och lades ned 1955.
Sjöassuransföreningen Hoppet bildades för att assurera på fartyg, som hörde hemma i Brantevik. Vid bildandet fanns 23 fartyg där, och antalet växte till 118 år 1899. Samtliga dessa var segelfartyg.
På 1900-talet minskade antalet fartyg och 1959 såldes de sista fartygen.
Sjöassuransföreningen ombildades 1956 till Stiftelsen Hoppet, som drev verksamheten som sjöfartsmuseum, senare som sjörfarts- och fiskemuseum.
Sjöfartsmuseet Hoppet ligger i den byggnad vid Pantaregatan i Brantevik, som Sjöassuransföreningen Hoppet lät uppföra 1924. Tidigare hade Branteviks första skola varit belägen på tomten.